# Ahmadu Bello University
Ahmadu Bello University (ABU) är det största universitet i Nigeria och Subsahariska Afrika samt det näst största i Afrika, efter Cairo University i Egypten. Det grundades den 4 oktober 1962 som The University of Northern Nigeria. Universitet ligger i staden Zaria i delstaten  Kaduna.
Ahmadu Bello University innehar två campusområden, Samaru och Kongo campus. Samaru-campuset innehåller den administrativa delen, natur- och samhällsvetenskapliga fakulteterna, konstvetenskap samt språk-, utbildnings- och forskningsanläggningar. Kongo-campuset innehar fakulteterna för juridik och administration, varav administrationsfakulteten består av redovisning, företagsekonomi, offentlig administration, utvecklingsstudier samt lokal politisk styrning. 
Universitet har fått sitt nuvarande namn efter den inflytelserika politikern Ahmadu Bello, som också var universitets första rektor. Universitet bedriver en bred variation av grund- och masterprogram. Mest känt är dess stora medicinska program med sitt eget sjukhus för undervisning, som är ett av Nigerias största sjukhus. 
Universitet täcker en landyta på 7 000 hektar och omfattar 12 akademiska fakulteter. Huvuddelen av studenterna kommer från norra Nigeria men universitetet attraherar studenter från hela Afrika.
Bland dess ca 500 000 alumner kan nämnas Nigerias tidigare president Umaru Musa Yar'Adua, nuvarande (2012) vicepresident i Nigeria Namadi Sambo samt nuvarande (2012) centralbankschefen i Nigeria Sanusi Lamido Sanusi